# پارک ملی غار التینبسک
پارک ملی غار التینبسک (به ترکی استانبولی: Altınbeşik Cave National Park) یک پارک ملی در ترکیه است که در İbradı واقع شده‌است.